# Eucalyptus pulchella
Eucalyptus pulchella là một loài thực vật có hoa trong Họ Đào kim nương. Loài này được Desf. mô tả khoa học đầu tiên năm 1829.